# Чандрагупта Маурија
Чандрагупта Маурија (санск. चन्द्रगुप्त मौर्य), (IV и 3. век п. н. е., Индија) је оснивач Мауријске династије и први владар (владао око 321-297. п. н. е.), који је успео да уједини готово целу Индију под јединствену централизовану власт (види Маурја царство). Пореклом из сиромашне морјанске породице продат је у ропство, а купио га је један брамански политичар који му је пружио образовање из војних вештина, али и уметности.
Чандрагупта је окупио плаћеничку војску, обезбедио себи подршку народа, збацио с власти династију Нанда и основао сопствену династију у данашњем Бихару. После смрти Александра Великог (323. п. н. е.), освојио је Пенџаб (око 322. п. н. е.). Проширио је своје царство на западу све до граница Персије, на југу, до најјужнијег дела Индије, а на северу, до Хималаја и долине реке Кабул. Свој систем власти је заснивао на систему власти персијске династије Ахеменида. Умро је од послледица гладовања које је започео у знак солидарности са својим народом током периода несташица хране.